# Phönix-Bad Ottobrunn
Koordinaten: 48° 3′ 23″ N, 11° 39′ 8″ O
Das Phönix-Bad Ottobrunn ist ein Freizeit- und Wellness-Bad in Ottobrunn bei München. Es wurde von 1997 bis 1999 nach einem Brand neu erbaut.

## Entstehungsgeschichte
Als Teil des Großprojektes zur Errichtung des Sportparks Ottobrunn erfolgte 1974 die Grundsteinlegung des Hallenbades auf dem ehemaligen Gelände des Kies- und Quetschwerks Heinrich. 1979 fand die Eröffnung unter dem Namen „Schwimmbad Ottobrunn“ statt. Die Anlage bestand lediglich aus einem Sprung- und einem Schwimmbecken, einer kleinen Saunaanlage sowie einem Gastronomiebereich. Nach einem Schwelbrand im Restaurant brannte das Schwimmbad 1996 fast völlig aus und blieb für die nächsten drei Jahre geschlossen.
Im März 1997 beschloss der Gemeinderat Ottobrunn, den Bau der neuen Anlage in private Hände zu übergeben und gründete die gemeindeeigene Gesellschaft „Sportpark Ottobrunn GmbH“. Diese beauftragte 1998 das Generalunternehmen Philipp Holzmann AG mit dem Wiederaufbau und beschloss die Verpachtung des Bades nach Fertigstellung an die Bayernbad Parks und Bäder GmbH. Am 1. Mai 1999 eröffnete schließlich die neue Einrichtung erstmals unter dem heutigen Namen „Phönix-Bad Ottobrunn“. Bereits ein Jahr nach Betriebsbeginn meldete die Bayernbad Parks und Bäder GmbH Insolvenz an und die Sportpark Ottobrunn GmbH übernahm die privatwirtschaftliche Leitung des Bades. Im Jahr 2008 suchte ein weiterer Brand das Phönix-Bad heim, eine Sauna im Außenbereich sowie der angrenzende Kiosk brannten ab. Von 2008 bis 2011 wurde das Phönix-Bad im Rahmen mehrerer Bauphasen nach und nach erneuert und zur Wellnessanlage ausgebaut. Seit der Eröffnung des dreigeschossigen Anbaus für Sauna- und Spa-Angebote im Jahr 2010 bietet das Phönix-Bad auf weiteren 1.300 m² eine Vielzahl verschiedener Spa-Behandlungen an. Im Jahr 2013 erfolgten weitere Wartungs- und Modernisierungsmaßnahmen im Freizeitbad und im Sauna-Bereich, sodass das Phönix-Bad vom 9. Juni bis 20. Juni 2013 geschlossen blieb. Zum Abschluss der Umbau-Maßnahmen wurde von Juni bis Oktober 2014 der Gastro-Bereich komplett erneuert. Am 1. Oktober 2014 eröffnete das neue Restaurant „Nefeli im Phönix“.

## Angebotsbereiche
Das Phönix-Bad ist in vier Angebotsbereiche gegliedert. Während der Schwimmbad-Bereich („Wasser“) für jede Altersstufe offen ist, bleibt der „Sauna“-Bereich Besuchern ab 17 Jahren vorbehalten. Das „Spa“ und die dort angebotenen Behandlungen können auch ohne Eintritt in Sauna oder Bad besucht werden. Das „Gastro“-Angebot befindet sich in Sauna- und Bad-Bereich.

### Wasser
Mit einer Fläche von 1.882 m² stellt das Sport- und Freizeitbad den größten Bereich des Phönix-Bads dar. Unter einer ca. 6 × 6 m großen Glaskuppel befinden sich im Innenbereich ein Sportbecken (sechs Bahnen inkl. Schnellschwimmerbahn), ein Sprungbecken, ein Erlebnisbecken mit Sprudelliegen, ein Lehrschwimmbecken, ein Kinderplanschbecken, ein Baby-Becken und zwei Riesen-Wasserrutschen. Hinzu kommt der rund 1.300 m² große Außenbereich mit Kiosk, Liegewiese, beheiztem Außenbecken sowie einem weiteren Planschbecken mit Spielfiguren und Rutsche für Kinder. Vereine und Wassersportschulen bieten im Sport- und Freizeitbereich des Phönix-Bads außerdem regelmäßig Schwimmkurse und Fitness-Programme für Kinder und Erwachsene an.

### Sauna
Der Saunabereich ist mit insgesamt zehn verschiedenen Saunen und vielen Aufguss-Variationen eines der am stärksten frequentierten Angebote im Phönix-Bad. Neben zwei finnischen Saunen, einer Eukalyptus-Sauna, einem Sanarium und einem Dampfbad im Innenbereich, befinden sich auf 3.000 m² Saunagarten mit Teich eine Steinsauna und zwei Kelosaunen. Seit dem Anbau des dreigeschossigen Wellness- und Spabereichs stehen den Gästen darüber hinaus eine Solestollen-Sauna, ein Dampfbad, ein Sole-Becken und verschiedene Ruheräume zur Verfügung.

### Spa
Der Spa-Bereich nimmt eine Fläche von ca. 270 m² ein und befindet sich im dreistöckigen Anbau des Phönix-Bads. Das Obergeschoss bietet Massagen und Kosmetik-Behandlungen. Dazu gehören die traditionelle Waschung im türkischen Hamam, die Hautreinigung mit Mineralerde im orientalischen Rasul-Bad sowie eine Sabbia Med-Sonnenoase.

### Gastro
Das Gastronomie-Angebot im Phönix-Bad umfasst ein Café, zwei Bars, sowie jeweils einen Kiosk für den Sauna- und Bad-Bereich.

### Sport
Das Sportangebot umfasst diverse Aquasport- und Schwimmkurse.

## Technik
Die Wärme zum Beheizen der Gesamtanlage bezieht das Phönix-Bad durch Fernwärme von der BioEnergie Taufkirchen.

## Veranstaltungen
Im Phönix-Bad Ottobrunn finden in unregelmäßigen Abständen Motto-Veranstaltungen und Sauna-Events statt.